# مرکندورف (فرانکن)
شهر مرکندورف (به آلمانی: Merkendorf) در ایالت بایرن در کشور آلمان واقع شده‌است.